# Apoecides
Apoecides is een geslacht van rechtvleugeligen uit de familie sabelsprinkhanen (Tettigoniidae). De wetenschappelijke naam van dit geslacht is voor het eerst geldig gepubliceerd in 1914 door Bolívar.

## Soorten
Het geslacht Apoecides  is monotypisch en omvat slechts de volgende soort:
- Apoecides madagascariensis (Bolívar, 1914)